# Zadzim (gromada)
Zadzim – dawna gromada, czyli najmniejsza jednostka podziału terytorialnego Polskiej Rzeczypospolitej Ludowej w latach 1954–1972.
Gromady, z gromadzkimi radami narodowymi (GRN) jako organami władzy najniższego stopnia na wsi, funkcjonowały od reformy reorganizującej administrację wiejską przeprowadzonej jesienią 1954 do momentu ich zniesienia z dniem 1 stycznia 1973, tym samym wypierając organizację gminną w latach 1954–1972.
Gromadę Zadzim siedzibą GRN w Zadzimiu utworzono – jako jedną z 8759 gromad na obszarze Polski – w powiecie sieradzkim w woj. łódzkim, na mocy uchwały nr 38/54 WRN w Łodzi z dnia 4 października 1954. W skład jednostki weszły obszary dotychczasowych gromad Zadzim, Adamka, Wola Zaleska, Kazimierzew i Marcinów ze zniesionej gminy Zadzim oraz obszary dotychczasowych gromad Górki Zadzimskie, Pałki, Pietrachy i Wola Flaszczyna ze zniesionej gminy Wierzchy w tymże powiecie. Dla gromady ustalono 18 członków gromadzkiej rady narodowej.
1 stycznia 1956 gromada weszła w skład nowo utworzonego powiatu poddębickiego w tymże województwie.
31 grudnia 1959 do gromady Zadzim przyłączono obszar zniesionej gromady Ralewice, przeniesionej tego samego dnia do powiatu poddębickiego z powiatu sieradzkiego.
Gromada przetrwała do końca 1972 roku, czyli do kolejnej reformy gminnej. 1 stycznia 1973 – tym razem w powiecie poddębickim – reaktywowano gminę Zadzim.